# آب‌دوغ‌خیار
آب‌دوغ‌خیار نام یک غذای سادهٔ سنتی ایرانی اصیل است که به‌صورت سرد و در کاسه سرو می‌شود. این غذای خوش‌مزه، ظاهری دل‌نشین و ارزش غذایی بالایی دارد. گونه‌های همانند آن در ترکیه، مقدونیه، قبرس، آلبانی و ارمنستان نیز تهیه می‌شوند.

## ترکیب‌ها
ترکیبات اصلی این غذا شامل ماست یا دوغ ترش یا شیرین، خیار ریز شده، سبزیجات تازه و بودار، یخ و نان است و از گردو، خامه، ترخون، ریحان، نعناع، کشمش، پیاز، سیر، موسیر به عنوان اجزای فرعی استفاده می‌شود.

## گونه‌ها
از آنجا که در ترکیبات این غذا از بسیاری از گروه‌های غذایی همچون غلات، لبنیات، سبزیجات و میوه‌ها استفاده می‌شود، این غذا به عنوان یک غذای کامل شناسایی شده و گستره استفاده از آن، همه اقوام ایرانی را دربر می‌گیرد. این غذا مناسب برای فصول گرم سال مانند تابستان است و رفع عطش می‌نماید. در نوع زمستانی این غذا، به‌جای دوغ، آب انار شیرین بکار می‌رود. به این غذا «ترید انار» گفته می‌شود.
برخی از ارامنه ایران در آب‌دوغ خیار از کشک نیز استفاده می‌کنند. در گویش تویسرکان به این غذا تلیت (ترید) قاشقی گفته می‌شود.

## ارزش غذایی
وجود ماست (دوغ) در این غذا، موجب جذب پروتئین و کلسیم، کاهش کلسترول خون، تقویت باکتری‌های مفید موجود در دستگاه گوارشی، کاهش احتمال بروز تومور و سرطان روده بزرگ، کاهش شمارقارچ‌ها در دستگاه تناسلی زنان و حتی کاهش وزن خواهد بود. کشمش موجود در این غذا، دارای ویژگی آنتی‌اکسیدان است که از نابودی سلولی و پوکی استخوان جلوگیری می‌نماید و برای سلامت دندان و لثه نیز مفید است. همچنین فسفر موجود در گردوی مورد استفاده در این غذا، با فسفر موجود در ماهی برابری می‌نماید و منبع جذب انواع ویتامین‌ها می‌باشد.